# Systemax
Systemax är ett postorderföretag i databranschen med en koncernomsättning om 4,6 miljarder amerikanska dollar (cirka 30 miljarder kronor). Systemax är en av världens större postorderaktörer inom data och datatillbehör. Dotterbolag finns i bland annat USA, Kanada, Puerto Rico, Portugal, Storbritannien, Sverige, Polen, Spanien, Frankrike, Italien, Tyskland, Belgien, Nederländerna, Österrike och Schweiz.

## Misco AB
Systemax köpte Dabus Dataprodukter AB 1998 vars verksamhet hade startat 1963. Det svenska företaget bytte namn till Misco AB 2005. All verksamhet i de olika länderna inom Europa kallas Misco. Misco AB försattes i konkurs 2017.

## Källhänvisningar
1. ↑  ”2011 Systemax Annual Report”. Systemax, Inc. sid. 7. Arkiverad från originalet den 9 april 2020. https://web.archive.org/web/20200409182634/https://s2.q4cdn.com/620160438/files/doc_financials/2011/ar/2011-Annual-Report.pdf. Läst 8 mars 2013.
2. ↑  ”DebiTech erhåller uppdrag från Misco”. DebiTech. 28 februari 2006. http://www.cisionwire.se/debitech/r/debitech-erhaller-uppdrag-fran-misco,c198052. Läst 4 januari 2013.
3. ↑  Urban Lindstedt (30 september 2005). ”Datorbutiken Dabus byter varumärke till Misco”. IDG.se. Arkiverad från originalet den 18 april 2013. http://archive.today/2013.04.18-071724/http://www.idg.se/2.1085/1.54083. Läst 3 januari 2013.
4. ↑  ”Misco AB - försatt i konkurs”. Kammarkollegiet. 18 december 2017. Arkiverad från originalet den 29 april 2020. https://web.archive.org/web/20200429125141/https://www.avropa.se/Nyheter/2017/forv/misco-ab---forsatt-i-konkurs/. Läst 10 februari 2020.